# Deuxième détroit des Kouriles
Le deuxième détroit des Kouriles (russe : Второй курильский пролив), est un détroit qui sépare l'île Paramouchir de l'île Choumchou, dans la partie orientale des îles Kouriles, dans l'oblast de Sakhaline.
Le détroit relie la mer d'Okhotsk (au nord) à l'océan Pacifique (au sud). Long de 30 km, le détroit a une largeur minimale de 1,5 km. La profondeur atteint jusqu'à 30 m par endroits. Les rives du détroit sont escarpées et l'on trouve plusieurs grottes sur les côtes de Paramouchir.

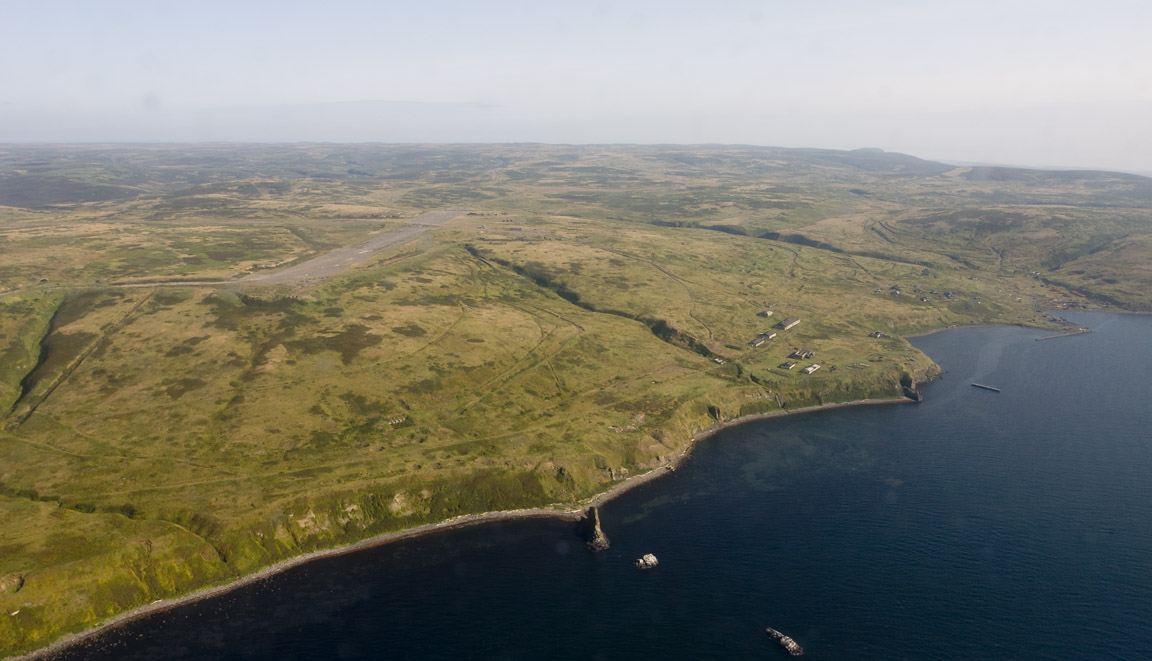
Vue du détroit depuis Baikovo sur l'île de Choumchou.